# Phyllophorus robustus
Phyllophorus robustus is een zeekomkommer uit de familie Phyllophoridae.
De wetenschappelijke naam van de soort werd in 1954 gepubliceerd door Svend Geisler Heding & Albert Panning.